# Anna (Ohio)
Anna es una villa ubicada en el condado de Shelby en el estado estadounidense de Ohio. En el Censo de 2010 tenía una población de 1567 habitantes y una densidad poblacional de 587,97 personas por km².

## Geografía
Anna se encuentra ubicada en las coordenadas 40°23′48″N 84°10′34″O / 40.39667, -84.17611. Según la Oficina del Censo de los Estados Unidos, Anna tiene una superficie total de 2.67 km², de la cual 2.67 km² corresponden a tierra firme y (0%) 0 km² es agua.

## Demografía
Según el censo de 2010, había 1567 personas residiendo en Anna. La densidad de población era de 587,97 hab./km². De los 1567 habitantes, Anna estaba compuesto por el 97.45% blancos, el 0.45% eran afroamericanos, el 0.38% eran amerindios, el 0.19% eran asiáticos, el 0% eran isleños del Pacífico, el 0.06% eran de otras razas y el 1.47% pertenecían a dos o más razas. Del total de la población el 0.64% eran hispanos o latinos de cualquier raza.